# Сполучені Штати проти Віндзора
Сполучені Штати проти Віндзор — судова справа, яку розглядав Верховний суд США. Рішення суду було історично важливим для шлюбного права в США і для покращення становища з правами ЛГБТ.
Суд вирішив, що визначення «шлюбу» як союзу між одним чоловіком і однією жінкою (як чоловіком і дружиною) є антиконституційним. Зокрема, це стосувалося розділу № 3 Закону про захист шлюбу (DOMA), закону, прийнятого в 1996 році. Це визначило «шлюб» для федерального (національного) законодавства Сполучених Штатів. Воно визначило це як перебування між одним чоловіком і однією жінкою. У справі United States v. Віндзор, суд вирішив, що це визначення суперечить положенню про належну правову процедуру П'ятої поправки. У США Конституція захищає права громадян, і жоден окремий закон не може позбавити цих прав.
Підставою для справи стало право на пільги для одностатевих подружніх пар; таке ж право мають гетеросексуальні подружні пари. Едіт Віндзор і Теа Спайер, одностатева пара, яка проживає в Нью-Йорку, одружилися в Канаді в 2007 році. Спайер померла у 2009 році, залишивши Віндзор все, що їй належало. Відповідно до закону, вдови не повинні сплачувати податок з усього, що вони успадкували від померлого партнера. Віндзор намагалася вимагати звільнення від уплати податків. Їй було заборонено робити це відповідно до розділу № 3 DOMA, який говорив, що слово «дружина» стосується лише шлюбу між чоловіком і жінкою. Служба внутрішніх доходів відхилила претензії Віндзор і вимагала від неї сплатити 363 053 долари податку на спадщину.
Після того, як Віндзор виграла справу, журнал Time назвав її третьою найвпливовішою людиною 2013 року.

## Пов'язані сторінки
- Одностатеві шлюби в США

### Нотатки
1. ↑  Gill and Massachusetts were decided in separate opinions in the District Court by the same judge on the same day and a single opinion in the Court of Appeals, which found Section  3 unconstitutional. Three petitions for certiorari were filed (docket numbers 12–13, 12–15, and 12–97); all were dismissed the day after the Windsor decision was announced filed, with Justice Kagan recusing.
2. 1 2  Golinski and Pedersen are both cases in which district courts held Section 3 of DOMA unconstitutional, though instead of appealing to the Courts of Appeal, an appeal was filed directly with the Supreme Court (docket numbers 12–16 and 12-231). The Supreme Court declined the petitions the day after Windsor was announced, with Justice Kagan recusing in Golinski.
3. ↑  The Court of Appeals for Veterans Claims stayed Cardona, which challenges the constitutionality of section 3 of DOMA and certain federal regulations, pending resolution of Windsor.